# Nippon Series 2014
Die Nippon Series 2014, nach Sponsorenverträgen offiziell die SMBC Nippon Series 2014 (SMBC日本シリーズ2014), war die 65. Auflage der jährlichen Meisterschaftsfinalserie im japanischen Profibaseball. Die Fukuoka SoftBank Hawks aus der Pacific League erreichte unter Kōji Akiyama ihre fünfte Finale. Sie trafen auf die Hanshin Tigers aus der Central League mit Manager Yutaka Wada, die zum sechsten Mal in der Finale waren. Die Hawks gewannen ihren vierten Titel mit vier zu eins Spielen. Als MVP wurde der First Baseman der Hawks Seiichi Uchikawa ausgezeichnet.

## Reguläre Saison und Playoffs
In der Central League erreichten dieselben Mannschaften die Playoffs: Erster wurden die Yomiuri Giants wie in den letzten drei Jahren, als Zweiter kamen die Hanshin Tigers, während die Hiroshima Tōyō Carp den dritten Platz erreichten.
In der Pacific League kamen die Fukuoka SoftBank Hawks mit extrem kleinen Differenz vor den Orix Buffaloes auf den ersten Platz. Dritter wurden die Hokkaidō Nippon Ham Fighters.
| Central League |                        |    |    |   |        |     |
| #              | Team                   | S  | N  | U | PCT    | GB  |
| 1.             | Yomiuri Giants         | 82 | 61 | 1 | 57,3 % | —   |
| 2.             | Hanshin Tigers         | 75 | 68 | 1 | 52,4 % | 7   |
| 3.             | Hiroshima Tōyō Carp    | 74 | 68 | 2 | 52,1 % | 7½  |
| 4.             | Chūnichi Dragons       | 67 | 73 | 4 | 47,9 % | 13½ |
| 5.             | Yokohama DeNA BayStars | 67 | 75 | 2 | 47,2 % | 14½ |
| 6.             | Tōkyō Yakult Swallows  | 60 | 81 | 3 | 42,6 % | 21  |

| Pacific League |                              |    |    |   |        |    |
| #              | Team                         | S  | N  | U | PCT    | GB |
| 1.             | Fukuoka SoftBank Hawks       | 78 | 60 | 6 | 56,5 % | —  |
| 2.             | Orix Buffaloes               | 80 | 62 | 2 | 56,3 % | —  |
| 3.             | Hokkaidō Nippon Ham Fighters | 73 | 68 | 3 | 51,8 % | 6½ |
| 4.             | Chiba Lotte Marines          | 66 | 76 | 2 | 46,5 % | 14 |
| 5.             | Saitama Seibu Lions          | 63 | 77 | 4 | 45,0 % | 16 |
| 6.             | Tōhoku Rakuten Golden Eagles | 64 | 80 | 0 | 44,4 % | 17 |

In der Climax Series (Spielbeginn First Stage in beiden Ligen 11. Oktober) setzten sich in beiden Ligen in der Final Stage die Erstplatzierten der regulären Saison durch.
| Climax Series Stage 1 | Climax Series Stage 1        | Climax Series Stage 1 |                        | Climax Series Stage 2 | Climax Series Stage 2  | Climax Series Stage 2 |  |   | Nippon Series  | Nippon Series | Nippon Series |
|                       |                              |                       |                        |                       |                        |                       |  |   |                |               |               |
| 2                     | Hanshin Tigers               | 1                     |                        | 1                     | Yomiuri Giants         | 0+1                   |  |   |                |               |               |
| 3                     | Hiroshima Tōyō Carp          | 0                     |                        | 2                     | Hanshin Tigers         | 4                     |  |   |                |               |               |
| Central League        |                              |                       |                        |                       |                        |                       |  |   |                |               |               |
|                       |                              |                       |                        |                       |                        |                       |  | 2 | Hanshin Tigers | 1             |               |
|                       |                              | 1                     | Fukuoka SoftBank Hawks | 4                     |                        |                       |  |   |                |               |               |
|                       |                              |                       |                        |                       |                        |                       |  |   |                |               |               |
| 2                     | Orix Buffaloes               | 1                     |                        | 1                     | Fukuoka SoftBank Hawks | 3+1                   |  |   |                |               |               |
| 3                     | Hokkaidō Nippon Ham Fighters | 2                     |                        | 2                     | Orix Buffaloes         | 3                     |  |   |                |               |               |
| Pacific League        |                              |                       |                        |                       |                        |                       |  |   |                |               |               |

## Spielübersicht

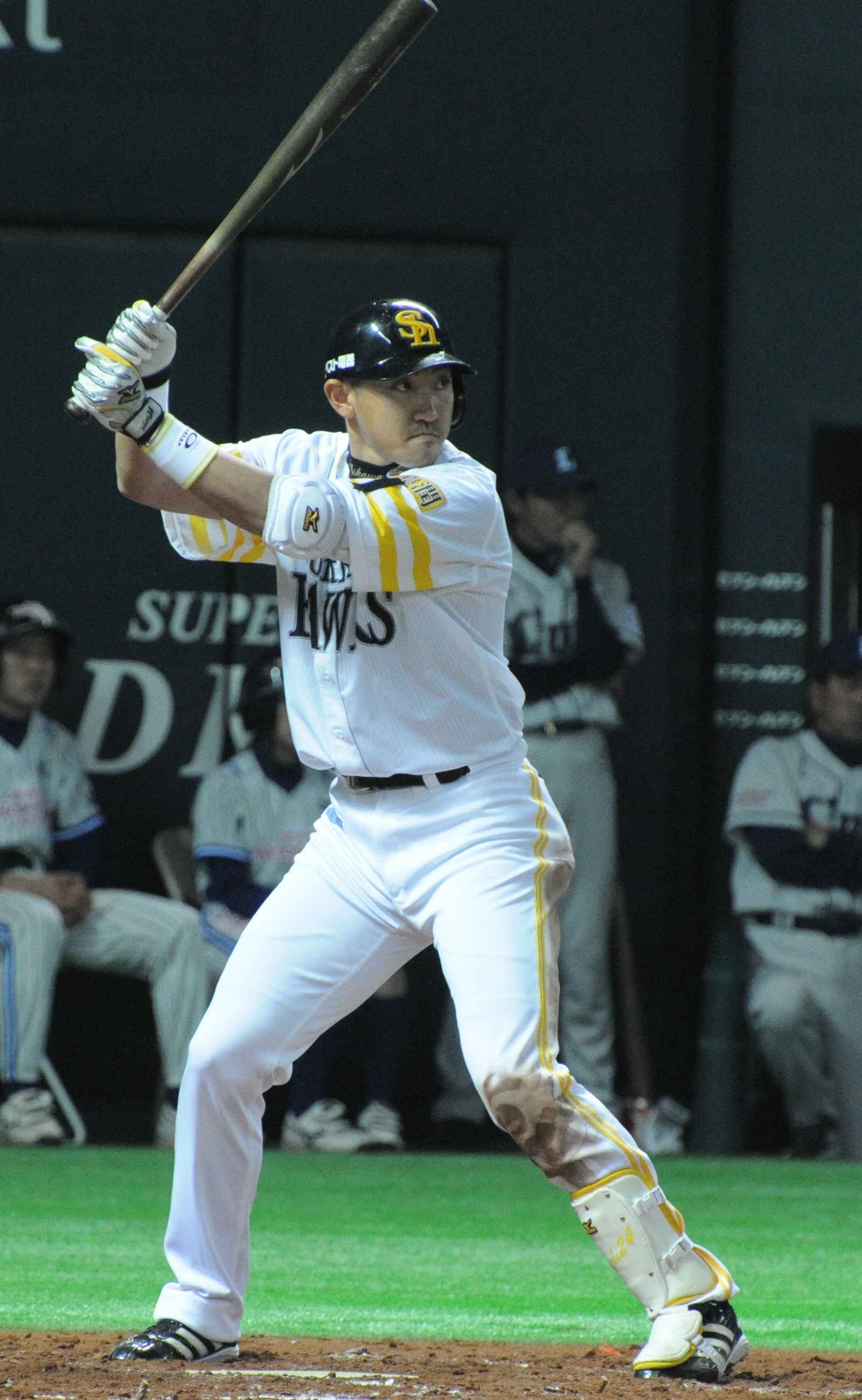
MVP Seiichi Uchikawa

In fünf Spielen bezwangen die Fukuoka SoftBank Hawks die Hanshin Tigers.
| Spiel                        | Datum       | Gast                   | Ergebnis | Heim                   | Gesamtstand | Ort                     | Spielzeit | Zuschauer | Boxscore |
| ---------------------------- | ----------- | ---------------------- | -------- | ---------------------- | ----------- | ----------------------- | --------- | --------- | -------- |
| 1                            | 25. Oktober | Fukuoka SoftBank Hawks | 2–6      | Hanshin Tigers         | 0–1         | Hanshin-Kōshien-Stadion | 3:26      | 45.293    | [ 1 ]    |
| 2                            | 26. Oktober | Fukuoka SoftBank Hawks | 2–1      | Hanshin Tigers         | 1–1         | Hanshin-Kōshien-Stadion | 2:57      | 45.259    | [ 2 ]    |
| 3                            | 28. Oktober | Hanshin Tigers         | 1–5      | Fukuoka SoftBank Hawks | 1–2         | Fukuoka Dome            | 3:30      | 35.527    | [ 3 ]    |
| 4                            | 29. Oktober | Hanshin Tigers         | 2–5 (10) | Fukuoka SoftBank Hawks | 1–3         | Fukuoka Dome            | 3:56      | 35.861    | [ 4 ]    |
| 5                            | 30. Oktober | Hanshin Tigers         | 0–1      | Fukuoka SoftBank Hawks | 1–4         | Fukuoka Dome            | 3:31      | 36.068    | [ 5 ]    |
| Hawks gewinnt die Serie 4–1. |             |                        |          |                        |             |                         |           |           |          |